# Eudemonismo
El eudemonismo es un concepto filosófico de origen griego (de eudaimonia, palabra griega comúnmente traducida como felicidad, bienestar o vida buena) compuesto de lo bueno y la divinidad menor, que recoge esencialmente diversas teorías éticas. Tiene como característica común ser una justificación de todo aquello que sirve para alcanzar la felicidad.  El principal representante entre los eudemonistas fue Aristóteles.
Se ha considerado eudemonismo al hedonismo, la doctrina estoica, así como también al utilitarismo. Todas estas doctrinas basan sus normas morales en la realización plena de la felicidad, entendida como estado de plenitud y armonía del alma, diferente del placer y pudiéndose presentar ésta de forma personal, como en Demócrito, Sócrates, Aristóteles, Aristipo y la escuela cirenaica, el estoicismo o el neoplatonismo, o bien de forma colectiva, como se estableció a partir de David Hume.
Entre los eudemonistas cabe destacar a Aristóteles, que fue uno de los primeros y el más importante, y, además, a los eudemonistas que afirmaban que para llegar a la felicidad hay que actuar de manera natural. Es decir, con una parte animal (bienes físicos y materiales), una parte racional (mente) y una parte social, que se concretaría en practicar la virtud, que según Aristóteles se situaba en el punto medio entre dos pasiones opuestas. Aristóteles menciona que para llegar a la vida buena, a la vida contemplativa, hay que comportarse bien, es decir, poseer el conocimiento necesario para poder practicar las virtudes y adquirir el hábito de comportarse de acuerdo con las virtudes. También es necesario considerar el juicio del hombre prudente para elegir qué acción es más virtuosa; de ahí que la prudencia sea la clave de todas las virtudes. 
Los seguidores de esta teoría ética afirmaban que no se puede ser siempre plenamente feliz. Los eudemonistas pensaban que el placer era un complemento de la felicidad. La propuesta principal del eudemonismo es "el bien es aquello que nos hace felices y la felicidad es el aumento de nuestras fuerzas para obrar". 
Las teorías éticas que se centran en la búsqueda de la felicidad reciben el nombre de eudemonistas. El fin de la vida humana es alcanzar la felicidad. Luego, cada teoría concreta define la felicidad de forma distinta. Para algunas personas, la felicidad es el placer; para otras, la vida contemplativa, la serenidad, etc. Otras teorías éticas consideran que la felicidad es, aunque importante, secundaria para la ética. La ética cristiana resalta las acciones que se ajustan a los mandamientos de Dios. Con el cristianismo, la vida es un tránsito, no un fin en sí mismo. Por eso, lo importante es obrar por deber, siguiendo la ley moral, aunque de momento no alcancemos la felicidad futura, en otro mundo. Kant toma como concepto fundamental el deber, no la felicidad. Lo principal es actuar por deber,  si bien encontramos corrientes como el Hedonismo cristiano que afirma que "Dios es más glorificado en nosotros cuando estamos más satisfechos en Él".

## Tipos de eudemonismo

### Eudemonismo político
Basado en el modelo teórico de justificación del Estado, existe la idea de una voluntad propia, privada e incluso en ocasiones autónoma, que se basa en un intento de una doctrina y una institución del Estado cuyo objetivo sea el principio de la felicidad universal pública. Imponiendo que el origen de la ley moral proviene de la felicidad y siendo una razón para que esta se cumpla. 
Mientras que la autoridad que dirige al pueblo busca la felicidad de este de acuerdo a su idea de lo que es la felicidad. Es aquí cuando cae la idea de una política totalmente eudemonista perfecta; mientras que la autoridad busca la felicidad del pueblo, quien rige el poder se convierte en tirano al ejercerla conforme a su percepción, pero el pueblo al querer conseguir alcanzar su propia idea de lo que le causa felicidad busca rebelarse contra sus dirigentes. 
Ante esta política ética, no podría haber un acuerdo entre quien dirige y el pueblo, ya que ambos tienen una concepción propia de lo que es la felicidad; inclusive dentro del pueblo mismo, ya que no todos quienes lo conforman tienen la misma percepción de lo que los hace felices.
Kant critica esta política, donde la felicidad no era el principio de la institución del Estado, sino la libertad basada en las leyes universales, siendo destituida por una voluntad general legisladora.

### Eudemonismo individual
En este tipo de eudemonismo la felicidad va a centrarse en el bien personal, por lo que  no va a velar por el bien de la gente a su alrededor y solo va a buscar el bien propio.

### Eudemonismo social
El eudemonismo social va a buscar más allá de la felicidad del individuo, entendiendo que para llegar a la dicha máxima todas las personas a su alrededor van a tener que ser felices o estar bien.

### Eudemonismo aristotélico
Esta teoría se basa en considerar que la conducta de los hombres debe estar dirigida a obrar bien ya que esto es lo que da la felicidad. El ser humano tiene como principal motivación la incansable búsqueda de la felicidad, el anhelo de ser feliz siempre actuando de manera natural. 
La jerarquía superior de las virtudes intelectuales sobre las virtudes morales ejerce el mando y dirección de las acciones del ser humano, siendo la prudencia la que señala y dirige, en cada circunstancia u ocasión específica, cómo debe actuar conforme al ejercicio de acciones morales que puedan ser calificadas de virtuosas.
Según Aristóteles hacer el bien nos hace felices, por ejemplo: 
- Los maestros con verdadera vocación, que dedican su vida a educar a niños y jóvenes para formar hombres y mujeres útiles para la sociedad.
- Alcanzar una conducta perfecta, guiada por el bien, es alcanzar la felicidad.